# Pagan Fury

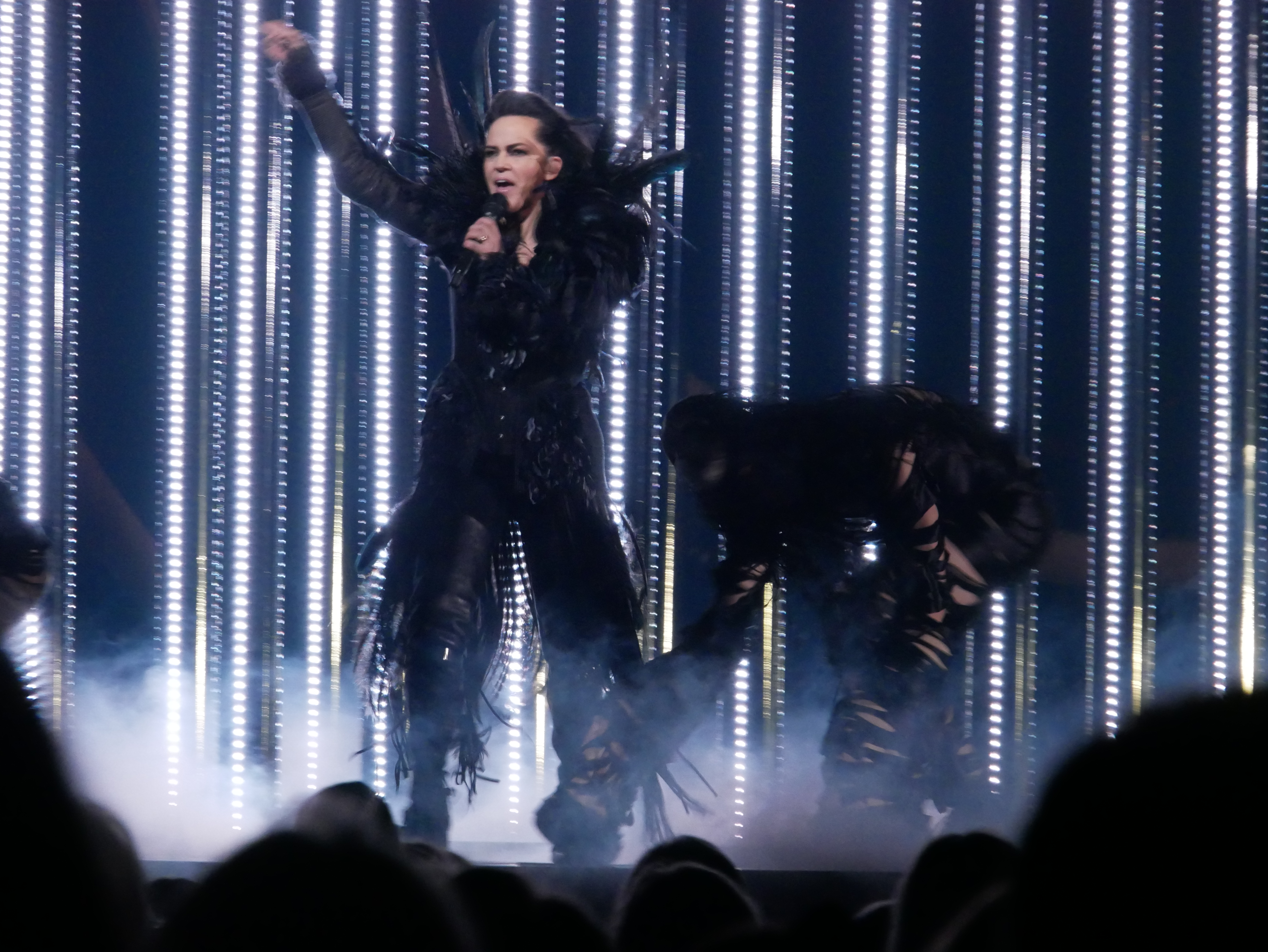
Pagan Fury auf einem Konzert

Pagan Fury ist eine schwedische Folk-Metal-Band, die seit 2018 aktiv ist. Bekannt ist die Band unter anderem dadurch, dass Lieder im (per DLC erweiterten) Soundtrack des Computerspieles Crusader Kings II enthalten sind. Als Leadsängerin ist Arven Latour die Frontfrau und das Gesicht der Band. 
Mit ihrer Single Stormbringer schafften sie es im Melodifestivalen 2019 bis in letzte Semifinale, weiters mussten sie als Teilnehmer des ESC kompakt Second Chance Contest 2019 in Runde 1 ausscheiden.

## Diskografie (Auswahl)

### Singles
- 2018: Until the Day We Die
- 2019: Stormbringer

### Alben
- 2018: Pagan Fury (veröffentlicht in Zusammenarbeit mit Paradox Interactive)
- 2019: Warrior Queen (veröffentlicht in Zusammenarbeit mit Paradox Interactive)